# Marian Lupu
Marian Lupu (Bălți, 1966. június 20.) moldáv politikus, 2005. március 24-től  2009 májusáig Moldova parlamentjének az elnöke volt, majd 2010. december 30-tól ismét parlamenti elnök.
A chișinăui Gheorghe Asachi Líceumban végzett 1983-ban. A Moldovai Állami Egyetem Közgazdasági Karán 1987-ben közgazdász végzettséget szerzett. 1987–1991 között doktori tanulmányokat folytatott. A közgazdaság-tudományok doktora. 1994-ben Washingtonban, a Nemzetközi Valutaalap (IMF) intézetében a makrogazdasággal, majd 1996-ban Genfben, a Kereskedelmi Világszervezet (WTO) egyetemén a nemzetközi kereskedelemmel kapcsolatos előadásokat hallgatott.
1991-ben kezdett el dolgozni a Külgazdasági Kapcsolatok Hivatalában, melynek 1997-ben igazgatója lett. 1992–2000 között az Európai Unió TACIS-programjának moldovai igazgatója is volt. 2001 júniusában a gazdasági miniszter helyettesévé, 2003 augusztusában pedig gazdasági miniszterré nevezték ki. 2005. március 6-án a Moldovai Köztársaság Kommunista Pártjának (PCRM) listáján a moldáv parlament képviselőjévé, március 24-én pedig a parlament elnökévé választották.
A 2009. áprilisi parlamenti választásokon még a kommunisták színeiben indult, de június 3-án kilépett a PCRM-ből, mondván, hogy nem lát lehetőséget a kommunista párt megreformálására. Lupu ezt követően a Moldáv Demokrata Párthoz (PDM) csatlakozott, melynek június 10-én az elnöke lett. A Lupu által vezetett párt a júniusi parlamenti elnökválasztási kudarc miatt július 29-én megtartott időközi parlamenti választást követően csatlakozott az Európai Integrációért Szövetséghez.

## Külső hivatkozások
- Marian Lupu hivatalos honlapja
- Életrajza a moldáv parlament honlapján
- A Moldáv Demokrata Párt (PDM) honlapja Archiválva 2021. március 10-i dátummal a Wayback Machine-ben